# Liuva Ier
Liuva ou Liuva Ier (en gotique 𐌻𐌹𐌿𐌱𐌰 •𐌰•/Liuba, en espagnol Liuva) est roi wisigoth d'Hispanie et de Septimanie de 567/568 à 571/572.

## Biographie
Il est dux ou gouverneur de la Septimanie (la Gaule wisigothique ou Gothie) quand il est élu roi à Narbonne en 567 ou 568, après la mort du roi Athanagilde et un interrègne de cinq mois, avant d'être reconnu par les grands dans tout le royaume. Un an après sa montée sur le trône, craignant probablement une attaque des Francs, il associe au pouvoir son frère Léovigild, qu'il charge de régner en Hispanie depuis Tolède pendant que lui reste en Septimanie.
Durant son règne, les Byzantins tentent de reculer leurs frontières au nord au-delà de leur capitale Cordoue jusqu'à la Sierra Morena (Marianus Mons), mais ils sont repoussés.
À sa mort en 571/572, son frère Léovigild devient seul roi.
Selon la chronique des rois wisigoths (Chronica regum Wisigotthorum), Liuba régna [seul] 1 an. Selon Isidore de Séville, Liuva régna 3 ans.

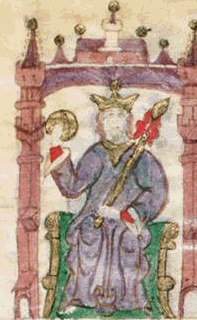
Liuva, manuscrit daté de 1095, Bibliothèque nationale de Madrid.
Les royaumes francs et la Septimanie en 567.

#### Sources anciennes
- Isidore de Séville, Histoire des Goths, (48.).
- Jean de Biclar, Chronique, (lire en ligne).
- Grégoire de Tours, Histoire des Francs, Livre IV (lire en ligne).

#### Sources modernes
- Roger Collins, Visigothic Spain, 409–711, Oxford, Blackwell Publishing, 2004.
- Edward A. Thompson, The Goths in Spain, Oxford, Clarendon Press, 1969.